# 老湖镇
老湖镇，是中华人民共和国山東省泰安市东平县下辖的一个行政建制镇。该镇位于东平县西部，东平湖东岸。

## 历史沿革
周朝时期，今天老湖镇境内有风姓诸侯国须句国。

## 行政区划
老湖镇下辖以下地区：
庄科村、二十里铺村、前仓村、宋园村、侯林村、烟墩村、山赵庄村、孟庄村、朱桥村、刘洼村、七里铺村、黄花园村、贾村、展营村、董庄村、桥口村、陈庄村、窦庄村、马庄村、赵老庄村、前梁村、刘庄村、前楼村、西村四村、西村三村、西村二村、西村一村、后梁村、教子峪村、陈辛庄村、前埠子村、南辛庄村、老湖村、后仓村、涧流村、后埠子村、王李屯村、冯楼村、侯屯村、大王峪村、南山头村、马凉庄村、前茶棚村、后茶棚村、辛店铺村、九女泉村、上水河村、前水河村、沈铺村、簸箕峪村、梁林村、宋村、周林村、桓村、单楼村、郭楼村、焦铺村、柳村、杨村、段庄村、高沟村、袁沟村、冯庄村、后水河村、毛瓮村、芦山村、朱庄村、展庄村、付庄村、李台村和王台村。

## 人口
2010年中国第六次人口普查时，老湖镇共有人口60800人。共有家庭16230户，平均每户3.66人。14岁以下的少年儿童共9025人，占总人口14.84%；15-64岁人口共44307人，占总人口72.87%；65岁及以上的老年人共7468人，占总人口的12.28%。男性共计30035人，占总人口49.39%；女性共计30765，占总人口50.60%。本地居住的人口中，拥有本地户籍的人口为60139人，占98.91%。